# سهم الله (فلم)
سهم الله، فيلم تاريخي اخراج أحمد طنطاوي عام 1976 من سيناريو وإنتاج حسين صدقي. يتناول قصة الصراع التاريخي بين قبيلتي الخزرج والأوس في المدينة المنورة (يثرب) وعلاقاتهما المعقدة مع اليهود الذين كانوا يعيشون في المنطقة قبل ظهور الإسلام. يعرض الفيلم التوترات والحروب التي نشبت بين هذه القبائل واليهود فضلاً عن محاولات اليهود للوقوف في وجه الإسلام والمسلمين الناشئين.

## قصة الفيلم
يشعر يهود يثرب بالغيرة بعد انتشار الإسلام في المدينة، وانتهاء العداوة بين القبيلتين العربيتين فيها، الأوس، والخزرج بعد قدوم الإسلام، ولذلك يسعى زعماء اليهود وهم كعب بن أسد القرظي، وسلام بن أبي الحقيق، يتقدمهم زعيم بني قينقاع، إلى الوقيعة بين القبيلتين عن طريق قتل زعيميها سعد بن معاذ، وسعد بن عبادة.
يعتقد زعماء اليهود أنهم وجدوا ضالتهم في الراعي الفقير هشام (يوسف شعبان)، وهو شاب وثني، يرفض عمه تزويجه من ابنته لمياء (منى جبر) بسبب فقره، ولذلك يقنعونه بأنهم سيدفعون له أموالاً كثيرة إن قتل زعيمي الأوس والخزرج، عن طريق التظاهر بأنه شخص معتنق للإسلام، ويريد التعرف على هذا الدين الجديد.

## طاقم العمل
- القصة والحوار: حزين سلامة
- السيناريو: حسين صدقي
- الإخراج: أحمد طنطاوي
- الإنتاج: حسين صدقي
- المنتج المنفذ: أشرف حسين صدقي
- التوزيع: قطاع الشئون المالية والاقتصادية - اتحاد الإذاعة والتليفزيون.[4]

## أبطال العمل
- يوسف شعبان
- منى جبر
- إبراهيم الشامي
- أشرف حسين صدقي
- إيمان حسين صدقي
- إبراهيم عبد الرازق
- حمزة الشيمي
- مختار أمين
- إجلال زكي
- مصطفى الكواوي
- فاروق رمضان
- محمد شعلان
- أحمد الحريري
- محمود حجازي
- مدحت مرسي
- إبراهيم سيد
- أحمد حماد.[4]

## وصلات خارجية
- مقالات تستعمل روابط فنية بلا صلة مع ويكي بيانات